# Naprelje
Naprelje  bosnyák falu Bosznia-Hercegovinában, a Bosznia-hercegovinai Föderáció Una-Szanai kantonjában, Sanski Most községben. 

## Fekvése
Bosznia-Hercegovina északnyugati részén, Bihácstól légvonalban 50, közúton 69 km-re keletre, Sanski Mosttól légvonalban 12, közúton 15 km-re nyugatra fekvő dombos, erdős területen, a Bliha-folyó völgyében és a környező dombokon fekszik.

## Népessége
| Nemzetiségi csoport | Népesség 1991 | Népesség 2013 |
| ------------------- | ------------- | ------------- |
| Szerb               | 47            | 0             |
| Bosnyák             | 764           | 603           |
| Horvát              | 0             | 0             |
| Jugoszláv           | 2             | 0             |
| Egyéb               | 9             | 2             |
| Összesen            | 822           | 605           |

## Története
Napreljén 1879-ben még csak muszlimok éltek, de a későbbi években az osztrák-magyar uralom idején szerbek és horvátok is települtek a faluba. A falu muszlim gyűlekezete, körülbelül 80 háztartásával a kisebb gyülekezetek közé tartozik. A gyülekezet tulajdonában lévő mecset eredetileg 1968-ban épült. 1992-ben a település elleni szerb agresszió során elpusztult, majd 1998-2001 között újjáépítették. A gyülekezetben az állandó imám szolgálatot a következő imámok végezték: Husein Mašinović, Omer Dervis Smajić efendi, Mehmed Ćuskić, Mustafa Brka, Osman Halilović, Senad Zenković, Kenan Kauković, Mirsad Hodžić és Esad Smajić, Harun Alicković, Imran Duranović és Salih Spahić efendi, a gyülekezet jelenlegi imámja. A napreljei gyülekezet ingatlanai a mecseten kívül az imám házából, a mecset részét képező gasulhanából és tíz dulum földből állnak.

## Nevezetességei
A falu mecsete 1968-ban épült, 1992-ben lerombolták, 1998 és 2001 között a gyülekezet újjáépítette.